# 涙 (ケツメイシの曲)
「涙」（なみだ）は、ケツメイシのメジャー9枚目・通算12枚目のシングル。2004年4月21日発売。発売元はトイズファクトリー。

## 解説
前作から8か月ぶりのシングル表題曲で、2004年のシングル第1弾。
「涙」のMVにお笑いコンビのダイノジ、くまだまさしが出演（メンバーも少しだけ登場する）。
若手芸人の挫折と再起を描いたドラマ仕立ての内容となった。
ケツメイシのMVに芸能人が起用されドラマ仕立てのMVが数多く制作されるきっかけとなった楽曲。

## メディアでの使用
2017年12月31日に放送された『ダウンタウンのガキの使いやあらへんで!!』大晦日年越しSP『絶対に笑ってはいけないアメリカンポリス24時!』のエンディングにて番組内容に準えた替え歌でリテイクされた。
テレビ東京「有吉ぃぃeeeee!そうだ!今からお前んチでゲームしない?」の2021年4月度のエンディングテーマに使用された。

## 収録曲
全作詞・作曲：ケツメイシ　編曲：ケツメイシ・YANAGIMAN
1. 涙（6:24）
2. 伝説男（でんせつマン）(4:45)